# سلافن موسى
سلافن موسى (21 يونيو 1971 بموستار في البوسنة والهرسك - ) هو مدرب كرة قدم ولاعب كرة قدم بوسني في مركز الوسط. لعب مع زرينيسكي موستار وفيليز موستار ونادي شيروكي برييغ وNK Imotski ‏ ونادي شيبينيك ‏.

## وصلات خارجية
- سلافن موسى على موقع الاتحاد الأوربي (الإنجليزية)
- سلافن موسى على موقع قاعدة بيانات كرة القدم.إي يو (الإنجليزية)
- سلافن موسى على موقع Soccerway.com (الإنجليزية)
- سلافن موسى على موقع عالم كرة القدم.نت (الإنجليزية)